# Nghi Xuân, Giang Tây
Nghi Xuân (tiếng Trung: 宜春市 bính âm: Yíchūn Shì, Hán-Việt: Nghi Xuân thị) là một địa cấp thị của tỉnh Giang Tây, Trung Quốc.

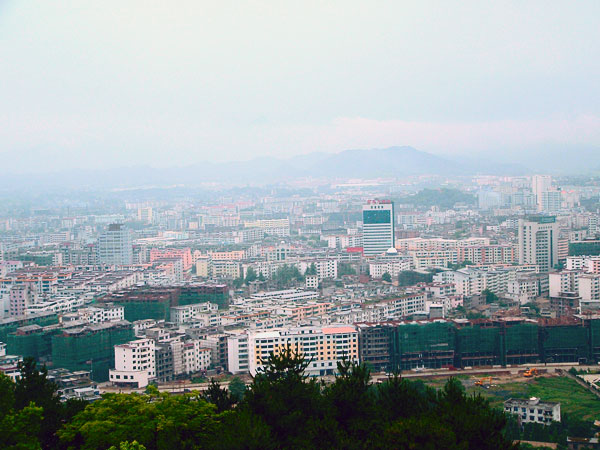
Nghi Xuân

Bản đồ Nghi Xuân

## Hành chính
Nghi Xuân được chia ra làm 10 đơn vị hành chính cấp huyện, bao gồm 1 quận, 3 thành phố cấp huyện và 6 huyện
- Quận: Viên Châu (袁州区)
- Thành phố cấp huyện: Phong Thành (丰城市), Chương Thụ (樟树市), Cao An (高安市)
- Huyện: Phụng Tân (奉新县), Vạn Tái (万载县), Thượng Cao (上高县), Nghi Phong (宜丰县), Tĩnh An (靖安县), Đồng Cổ (铜鼓县)